# Richtersia kreisi
Richtersia kreisi is een rondwormensoort uit de familie van de Selachinematidae. De wetenschappelijke naam van de soort is voor het eerst geldig gepubliceerd in 1975 door Boucher.